# Bobărești (Alsóvidra község)
Bobărești falu Romániában, Erdélyben, Fehér megyében. Közigazgatásilag Alsóvidra községhez tartozik.

## Fekvése
Az Erdélyi-középhegységben, Aranyosponor közelében fekvő település.

## Története
Bobăreşti egyike az Alsóvidrához tartozó hegyoldalakon szétszórtan fekvő pár házból álló mócok lakta falvaknak. Korábban Aranyosponor része volt. 1956 körül lett külön településsé 117 lakossal.
1966-ban 97, 1977-ben 87, 1992-ben 78, a 2002-es népszámláláskor pedig 69 román lakosa volt.